# 瓜生繁子
瓜生 繁子（うりう しげこ、1861年（文久元年）4月29日（旧暦3月20日） - 1928年（昭和3年）11月3日）は、日本の華族。教育者。ピアニスト。
出生名は益田 しげ（ますだ しげ）で、旧姓は永井。ヴァッサー大学音楽科を卒業した日本最初の女子留学生の一人で、西洋音楽の分野で大学教育を受けた最初の日本人であるほか、日本最初のピアニストとされている。
また、恋愛結婚で結ばれた瓜生外吉（海軍大将、男爵）との家庭生活を全うしながら、東京音楽学校（現：東京芸術大学音楽学部）教授と女子高等師範学校（現：お茶の水女子大学）教授を兼任して高等官に列し、20年以上に渡って音楽と英語を講じたキャリアウーマンである。
三井合名理事長だった益田孝（男爵）は実兄である。

## 来歴

### 生い立ち

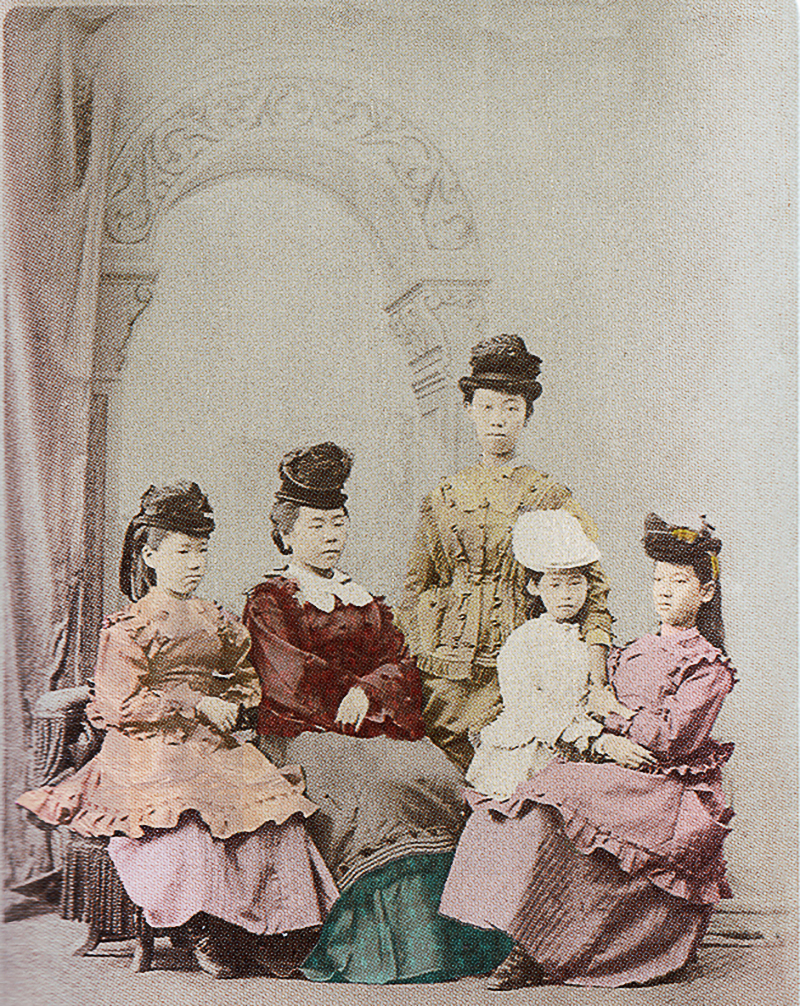
1872年（明治5年）当時、アメリカ・シカゴ滞在中の女子留学生5名。左から永井しげ（瓜生繁子、10歳）、上田てい（16歳）、吉益りょう（16歳）、津田うめ（9歳）、山川捨松（12歳）
（名前は当時のもの、数字は数え歳）

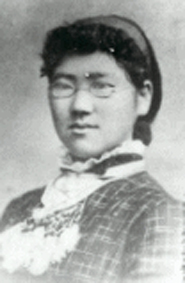
ヴァッサー大学在学時の繁子

1861年（文久元年）4月29日（旧暦3月20日）に、江戸幕府の外国方に務める益田鷹乃助の四女として江戸・湯島猿飴横町（現：東京都文京区湯島）に生まれ、7歳で幕府の軍医であった永井玄栄の養女となった。なお生父の鷹乃助（孝義とも）は佐渡奉行の属役、つまり地侍から幕臣に取り立てられたというルーツを持つ。
1871年（明治4年）にアメリカ合衆国視察旅行から帰国した北海道開拓使の次官である黒田清隆は、数人の若者を留学生としてアメリカへ送り、未開の地を開拓する方法や技術など、北海道開拓に有用な知識を学ばせることにした。黒田は、アメリカ西部の荒野で現地の男性と肩を並べて汗を流すアメリカ人女性の姿を見て感銘を受けており、留学生の募集を始める際には当初から「男女」若干名という、当時としては前例の無いものとなった。開拓使のこの計画はやがて政府が主導する10年間もの長期間における官費留学という大掛かりなものとなり、同年に出発することになっていた「岩倉使節団」に随行して渡米することが決定した。戊辰戦争で賊軍の名に甘んじた士族の中には、この官費留学を名誉挽回の好機ととらえ、教養のある子弟を積極的に応募させたのである。その一方で女子の応募者は皆無で、当時は女子に高等教育を受けさせることはもとより、そもそも10年間という長期間にわたって若き乙女を単身、異国の地に送り出すことなど考えられない時代だった。

### 官費留学～ヴァッサー大学進学
同年11月、しげは「第1回海外女子留学生」の5名のうちの一人として渡米し、コネチカット州フェアヘイブンの名家であるアボット家（en:John Stevens Cabot Abbott）に寄宿し、その後10年間に渡ってアメリカで過ごすこととなる。5名の女子留学生のうち、すでに思春期を過ぎていた年長の2名は僅か10ヶ月あまりの滞在で1872年（明治5年）10月に帰国してしまったが、年少の山川捨松、しげ、津田うめの3人は異文化での暮らしにも無理なく順応していき、後々までも親友（ザ•トリオ）として、また盟友として交流を続け、やがて日本の女子教育の発展に寄与していくことになる。
アボット家は繁子を家族同様に慈しみ、同家の未婚の娘であるミス・エレン・アボットを母親代わりとして「ネリーおばさん（Aunt Nelly）」と終生にわたって慕った。エレンは、繁子が預けられた当時は30代半ばだった。繁子はアボット家にて、自宅の敷地内に開設してエレンが校長を務めていた私立の学校「アボット・スクール」で大学入学レベルまでの教育を受け、一般の教養科目に加えて声楽を学んだ。エレンは優れた教育者で生徒は数十名が在籍し、教員はエレンを含めて7名ほどが在籍していた。なお、繁子はアボット家で寄宿する前に滞在していた寄宿先ですでにピアノを学んでいたほか、アボット家で過ごしている際に洗礼を受けてクリスチャンとなっており、組合派の教会に通った。繁子が14歳の時に記した日記には、繁子のクリスチャンとしての熱い思いが記されている。
15歳になった1876年（明治9年）、のちに結婚する当時19歳の瓜生外吉がコネチカット州にやって来る。外吉も熱心なクリスチャンで、繁子が寄宿するアボット家と親しいニューヘイブンのビットマン家に寄宿しており、アナポリス海軍兵学校への進学を目指していた。繁子は外吉と知り合って恋仲となり、2人は1881年（明治14年）に帰国する時点ですでに婚約していた。
1878年（明治11年）に17歳となった繁子は、アボット・スクールを卒業してニューヨーク州のヴァッサー大学音楽科（School of Music, Vassar College）のピアノ演奏コースに入学した。入学試験では英文法、算術、地理、合衆国史の4科目が実施されたが、繁子の成績はアメリカ人の音楽科同級生3名より優秀だったという。当時のヴァッサー大学では、学士号（Bachelor of Arts）を授与される本科が4年制であるのに対し、繁子が入学した音楽科は学士号が授与されず、3年制だった。また、ヴァッサー大学での寄宿舎における繁子の居室は、同時に本科へ入学した山川捨松の居室と隣り合わせだった。在学中の繁子は、学内コンサートに何度も出演してピアノ演奏や声楽歌唱を披露し、好評を博した。

### 明治のキャリアウーマン

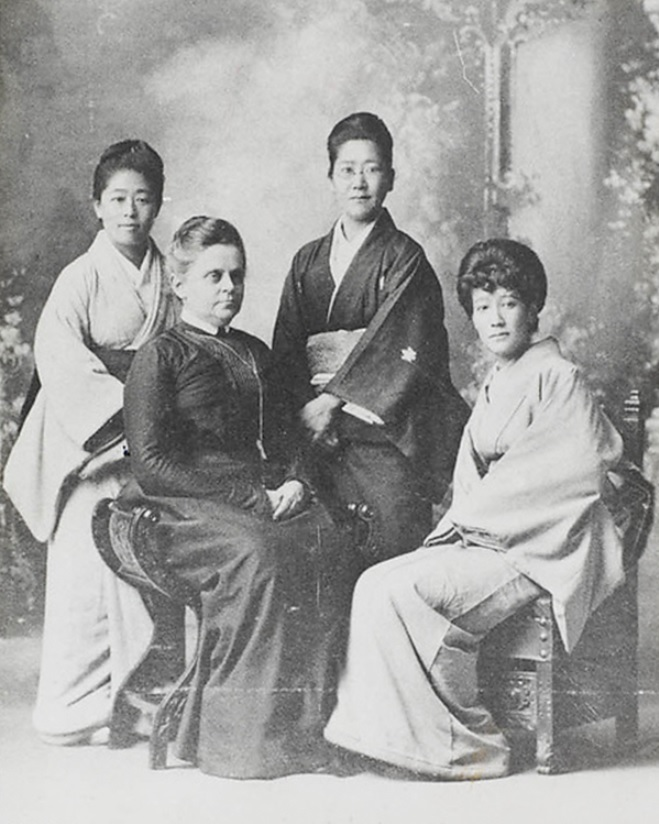
1910年代の繁子（右から2人目）
（他は左から津田梅子、アリス・ベーコン、一人おいて大山捨松）

1881年（明治14年）6月22日にヴァッサー大学音楽科を卒業した繁子は卒業証書を授与され、同年10月31日に帰国した。エレンとの永訣に際しては、周りが貰い泣きするほどに号泣したという。10年間にも及んだ長期のアメリカ滞在によって、繁子は帰国した時点で唯一「猫」という単語を覚えていた以外は、日本語を完全に忘れていた。その影響で終生、繁子の日本語の発音には英語のアクセントが残った。長男・瓜生武雄や実兄・益田孝の繁子あての手紙が現存するが、全て英文である。
「明治14年（1881年）、帰国したばかりの繁子は、日本人初のピアノリサイタル（ピアノ独奏会）を行った」という旨の記載が存在するが、生田澄江の研究によれば記述の裏付けとなるリサイタルのプログラムや詳細の記録などの史料は残されていない。ただし、帰国した繁子が明治20年代にいたるまでピアニストとして活発に演奏会へ出演していたことは、演奏会の詳細を記録した史料と共に「東京芸術大学百年史」に記載されている。
繁子は帰国直後の1882年（明治15年）3月2日付で文部省音楽取調掛（のちの東京音楽学校）の教授に採用され、年俸360円を給された。取調掛での繁子はピアノと唱歌の楽曲分析を担当し、自らもヴァッサー大学で用いたカール・ウルバッハが記した「プライス・ピアノ教則本」（ウルバヒ教則本）の英語版を教本として導入した。

### 教授として、母として
ヴァッサー大学在籍時に知り合い、1881年（明治14年）の帰国時点で婚約していた繁子と瓜生外吉は、1882年（明治15年）12月1日に恋愛結婚して「瓜生繁子」となった。外吉は大日本帝国海軍士官に任官され、結婚当時は海軍大尉だった。婚約中にアナポリス海軍兵学校を卒業した外吉は繁子より一足早く同年10月2日に帰国し、直ちに繁子の実兄である益田を訪ね、繁子のヴァッサー大学卒業証書とエレンによる益田宛ての書簡を渡し、繁子との結婚を申し込んでいた。エレンの書簡には「同氏（外吉）はすこぶる有為の人物なれば繁子と結婚せしめては如何」と書かれていた。繁子も、盟友である山川捨松と津田梅子が1882年（明治15年）11月20日に帰国するのを待って結婚したのであった。
繁子は賑やかなこと、人と触れ合ったり外出することが大好きな社交的な性格で、外吉もそれを喜んでいた。結婚後の瓜生家は東京府北豊島郡日暮里村（現：東京都荒川区東日暮里）に住まいがあり、そこへは捨松、梅子のほかに外吉の海軍兵学校時代の同期生である世良田亮が集まり、世良田も繁子らと同じクリスチャンであった。1886年（明治19年）6月12日には上野恩賜公園にある西洋料理店「上野精養軒」で繁子が舞踏会を主催したという記録がある。
外吉は、アメリカで多く接した知的な女性への理解が深く、日本への帰国後に苦闘を強いられることが多かった繁子・捨松・梅子の3人を、つねづね下記のように励ました。
結婚後の繁子は東京音楽学校の教授としてのキャリアを継続しながら、4男3女を産み育てた。これは外吉の理解と協力があったからこそ可能になったことである。さらに1886年（明治19年）には官立東京高等女学校の教授も兼任することとなった。1890年（明治23年）に東京高等女学校が女子高等師範学校（現：お茶の水女子大学）へ吸収合併されると、教授（年俸240円）に任じられて高等官（奏任官4等）に列し、正七位に叙された。翌年には在職していた東京音楽学校（現：東京芸術大学音楽学部）でも教授（年俸420円）に昇格した。これによって繁子は、両校で音楽と英語の2科目を担当することとなり、多忙を極める。
1893年（明治26年）に東京音楽学校の教授を辞任して女子高等師範学校の専任となったが、1902年（明治35年）には女子高等師範学校の教授も辞任し、以後は家庭に専念することとなった。日本における西洋音楽の先達として、揺籃期の学校で10年間もの長きにわたって教鞭を執った繁子は、幸田延などの後進を育成した。

### 交友関係など
繁子・外吉夫妻の長男である武雄は、1885年（明治18年）に生まれて学習院中等科から難関の海軍兵学校に進み、海兵33期を169名中6位の好成績で卒業した。海軍士官としての将来を嘱望されていた武雄だが、1908年（明治41年）4月30日に乗艦していた巡洋艦「松島」が澎湖諸島・馬公で火薬庫爆発を起こして沈没し、殉職した。23歳没。なお、「松島」には繁子の盟友・大山捨松の長男である大山高（海兵35期）も海軍少尉候補生として乗艦しており、武雄と共に殉職した。
アメリカで青春時代を共に過ごし、事実上のアメリカ人としての価値観と教養、クリスチャンとしての信仰を共有していた繁子と外吉の夫婦仲は極めて円満だった。夫婦間では英語で話すことが多く、晩年の2人は日米親善に尽力する日々を送った。1909年（明治42年）には夫婦で渡米し、互いの母校であるアナポリス海軍兵学校とヴァッサー大学を訪問した。この時に繁子が母校に寄贈した、教育者としての繁子の功績を嘉して皇后から下賜された銀盃は、繁子が亡くなってから約70年後の1996年（平成8年）現在も学長室に所蔵されている。また繁子は、共にアメリカに留学した大山捨松・津田梅子との盟友関係を生涯に渡って維持しており、梅子が創設した女子英学塾（現：津田塾大学）を捨松と共に支援した。

### 晩年
1916年（大正5年）には、日本最初の女子留学生として繁子と共に渡米した5名のうち、早逝した吉益亮子を除く4名（津田梅子、桂川悌子（旧姓：上田）、大山捨松（旧姓：山川）、繁子）が梅子宅で一堂に会した。前述のように渡米するも一年足らずで帰国してしまった2名はカルチャーショックに苦しんだのが理由で、それを負い目に感じて住所を隠していた悌子とは、ワシントンD.C.で別れて以来44年ぶりの再会だった。悌子は1872年（明治5年）に帰国してから医師・桂川甫純と結婚して2男4女を産み、1939年（昭和14年）1月7日に85歳でこの世を去っており、5名の女子留学生のなかでは最長寿だった。
1928年（昭和3年）11月3日、東京府北豊島郡日暮里町（現：東京都荒川区東日暮里）の自宅において、直腸がんにより死去。67歳没。墓所は青山霊園にある。

## 映像作品
- 津田梅子〜お札になった留学生〜 - テレビ朝日、2022年、繁子役：佐久間由衣